# افسانه قلعه سورام
افسانهٔ قلعهٔ سورام (گرجی: ამბავი სურამის ციხისა) یک فیلم درام به کارگردانی سرگئی پاراجانف است که در سال ۱۹۸۵ منتشر شد.
این فیلم، نخستین اثرِ او پس از ۱۵ سال سانسور و تبعید و محدودیت بود و شباهت‌های ساختاریِ نزدیکی با فیلم رنگ انار دارد: پرداختی تئاترگونه با کمترین میزان دیالوگ و فضایی رؤیایی و سورئال.
گروه بلک متال وُیدکرافت از کلیپ‌های این فیلم برای آهنگ «پستاندار عمودی» خود استفاده کرد.

## جوایز
برخی از جوایزی که این فیلم دریافت کرد، به شرح زیر است:
- ۱۹۸۶: جشنوارهٔ بین‌المللی فیلم کاتالونیا (سیجس) - جایزهٔ کائیخا دِ کاتالونیا
- ۱۹۸۷: جشنواره بین‌المللی فیلم روتردام - جایزهٔ روتردام
- ۱۹۸۷: جشنواره بین‌المللی فیلم سائو پائولو - جایزهٔ منتقدان

## نگارخانه

جلد دی‌وی‌دی «افسانۀ قلعۀ سورام»